# 더 이클립스
더 이클립스(The Eclipse)는 2009년 공개된 아일랜드의 드라마 영화이다.

## 줄거리
아일랜드 코크 카운티의 작은 해안 마을 코브에서 교사로 일하는 마이클 파는 2년 전 아내를 잃고 슬픔에 잠긴 채 두 아이와 함께 살고 있다. 그는 아내의 죽음을 극복하려 애쓰는 와중에, 요양원에서 죽음을 앞둔 장인과 관련된 기이한 초자연적인 현상들을 경험하기 시작한다.
마을의 연례 문학 축제에 자원봉사를 하게 된 마이클은, 유령 이야기 작가로 유명한 레나 모렐을 담당하게 된다. 레나의 작품이 현실적으로 느껴진다고 생각한 마이클은 그녀에게 자신이 겪고 있는 이상한 일들을 털어놓는다. 마이클과 레나가 가까워지는 동안, 과거에 레나와 짧은 연인 관계였던 스캔들로 유명한 유부남 작가 니콜라스 홀든이 축제에 참가하기 위해 마을에 온다. 마이클과 니콜라스는 레나의 마음을 얻기 위해 경쟁하고, 그 과정에서 마이클이 겪는 초자연적인 환영은 더욱 강렬하고 불안하게 변해간다.

## 출연

### 주연
- 시아란 힌즈
- 이븐 야일리
- 에이단 퀸

### 조연
- 짐 노튼
- 이안나 하드윅케
- 도로시 코터

## 기타
- 미술: 마크 게러티
- 의상: 콘소라타 보일
- 배역: 오너그 커니